# Fausto, Impresiones del gaucho Anastasio el Pollo en la representación de la Ópera
Fausto, Impresiones del gaucho Anastasio el Pollo en la representación de esta Ópera (1866) es la obra más conocida del poeta argentino Estanislao del Campo. Se trata de un diálogo gauchesco, presentado por un narrador testigo (3ª persona), ambientado en Bragado, Provincia de Buenos Aires, en la época de la Guerra de la Triple Alianza, donde un gaucho, Anastasio "El Pollo", relata a su amigo Laguna lo que vio durante la representación de la ópera Fausto, de Gounod (sobre la obra de Goethe)  en el primitivo Teatro (inaugurado en 1857, que se encontraba frente a la Plaza de la Victoria -hoy Plaza de Mayo- y que cerró definitivamente sus puertas en 1888, remplazado por el actual Teatro Colón de Buenos Aires), donde asistió por curiosidad, sin saber que aquello era un teatro, ni qué era una representación teatral.
La ignorancia de la vida ciudadana y la ingenuidad de El Pollo y Laguna se ponen de manifiesto a cada paso, cuando el lector se percata de que los personajes no pueden distinguir entre lo real y lo representado, creyendo que lo sucedido en las tablas es tan real como la vida misma. Por otro lado, ambos personajes aprovechan la larga conversación para entremezclar sus propias interpretaciones de la realidad con el argumento del poema.
En cuanto a su estructura, la obra consta de seis partes. La primera funciona a modo de introducción, mientras que las otras cinco corresponden, cada una, a uno de los actos en que se divide la ópera, que es motivo de conversación entre los personajes. La obra ocupa 1278 versos (décimas y cuartetas o redondillas).

## Publicación y lugar dentro de la literatura
Fausto se publicó por primera vez el 30 de septiembre de 1866 en el Correo del Domingo; luego, el 3 y 4 de octubre de 1866 en La Tribuna; y, finalmente, como folleto y con una dedicatoria al poeta Ricardo Gutiérrez, el 8 de noviembre de 1866 en la Imprenta Buenos Aires. En la portada de esta edición se aclaraba que la obra era publicada "en favor de los hospitales militares". Sin embargo, el «Fausto criollo» hoy sigue agradando, superando a sus detractores en el gusto popular y en la atención de los intelectuales.
Desde su primera aparición, el texto de Estanislao del Campo ha resultado un éxito de tirada y fue elogiado por poetas del calibre de José Hernández, Ricardo Güiraldes, Jorge Luis Borges y Manuel Mujica Lainez, entre otros.
La obra comienza presentando al relator como un gaucho destacado, especialmente como jinete:

En un overo rosao,

Flete nuevo y parejito,

Caía al bajo, al trotecito,

Y lindamente sentao,

Un paisano del Bragao,

De apelativo Laguna:

Mozo ginetazo ¡ahijuna!,

Como creo que no hay otro,

Capaz de llevar un potro

A sofrenarlo en la luna
Fausto - I

## Homenajes e influencias
Entre los diversos homenajes e influencias que ha suscitado, se pueden mencionar:
Obertura para el Fausto Criollo, op 9 (1943), compuesta por Alberto Ginastera y estrenada el 12 de mayo de 1944 por la Orquesta Sinfónica de Chile, dirigida por el argentino Juan José Castro, en Santiago de Chile.
El Fausto criollo es una adaptación cinematográfica de 1979, dirigida por Luis Saslavsky. Además, las distintas ediciones del Fausto han sido ilustradas, entre otros, por artistas como Florencio Molina Campos, Oski y Oscar Grillo.